# Гераці Мхітар
Мхітар Гераці (вірм. Մխիթար ՀերացիՄխիթար Հերացի; середина XII — початок XIII століття) — вірменський лікар XII століття, вірменський класик середньовічної медицини, автор відомої книги «Розради при гарячках», трактатів, енциклопедичних робіт, в яких він досліджував хірургію, дієту та психотерапію.

## Біографія
Народився в місті Гер (Хой). Навчально-педагогічну медичну діяльність проходив у Кілікійській Вірменії. У 1184 році написав знаменитий трактат «Розрада при гарячках». Проте жодна з професійних книг Гераці у повному обсязі не дійшла до нас, уривки з них зберігаються в Матенадарані.
Був добре знайомий з греко-елліністичною, римською, візантійською, перською та арабською класичною медичною літературою. Його роботи включали психотерапію, хірургію, дієтологію і фітотерапію. Гераці підтримував прогресивне вчення про єдність організму. Розглядав людину в тісному зв'язку з природою, підкреслював величезний вплив довкілля на виникнення хвороб та станів, зокрема гарячки.  При призначенні венозного кровопускання пропонував строго узгоджуватися з силами хворого. Шкірні пори розглядав як дихальні й не рекомендував змазування шкіри різними маслами, які широко практикувались в ту епоху. При лікуванні туберкульозу велике значення надавав посиленому харчуванню. Звернув увагу на особливу категорію хвороб, які є професійними захворюваннями — гарячку у стекловарів та інших робітників, праця яких пов'язана з вогнем.
Він же першим вказав на значну позитивну роль музикотерапії та в цілому психотерапії в полегшенні страждань душевнохворих. Мхітар Гераці теоретично обґрунтував, що висока температура є результатом внутрішніх змін в організмі, що було революційною ідеєю для середньовічної медицини.
Праця «Розрада при гарячках» вперше опублікована в 1832 році у Венеції. 

## Пам'ять
- У Єревані встановлено бронзовий бюст Гераці Мхітару (робота скульптора Т. Мірзоян).
- Заснована Медаль імені Мхітара Гераці за заслуги в розвитку охорони здоров'я Республіки Вірменія, високопрофесійну практичну роботу в цій галузі, а також значну благодійну діяльність.
- Барельєф «Лікар Мхітар Гераці» (Зал засідань Національної академії наук Республіки Вірменія, Єреван, 1958, гіпс, скульптор А.Сарксян)
- Ім'я Гераці присвоєно державному медичному університету.
- Заснована стипендія для найбільш визначних студентів Єреванського медичного університету.